# Казанцев, Николай Владимирович (футболист)
Никола́й Влади́мирович Каза́нцев (род. 22 мая 1957, Иркутск, СССР) — советский футболист, защитник.

## Карьера
Воспитанник иркутского футбола. Начинал карьеру в 1974 году в местном «Авиаторе». В 1976 году перешёл в «Селенгу». В 1977—1978 годах защищал цвета красноярского «Автомобилиста», поле чего пополнил ряды «Кузбасса». В мае 1979 года — августе 1980 года — игрок московского «Торпедо», в Высшей лиге СССР провёл 8 матчей. В августе 1980 года перешёл в севастопольскую «Атлантику». В 1981 году провёл 2 матча за воронежский «Факел»: в первенстве против «Нистру» (1:2) и в кубке против барнаульского «Динамо» (3:1). В 1981 году вернулся в Иркутск, где выступал до 1986 года. В 1985 году был игроком «Ангары» из Ангарска.

## Достижения
- Бронзовый призёр 4-й зоны Второй лиги: 1982